# Левичанское сельское поселение
Левичанское се́льское поселе́ние — муниципальное образование в Косинском районе Пермского края Российской Федерации.
Административный центр — деревня Лёвичи.

## История
Левичанское сельское поселение образовано в 2005 г.

## Население
| 2010 | 2012 | 2013 | 2014 | 2015 | 2016 | 2017 |
| ---- | ---- | ---- | ---- | ---- | ---- | ---- |
| 757  | ↘718 | ↘680 | ↘661 | ↘634 | ↘623 | ↘597 |
| 2018 | 2019 |      |      |      |      |      |
| ↘586 | ↘574 |      |      |      |      |      |

## Состав сельского поселения
| №  | Населённый пункт | Тип населённого пункта          | Население |
| -- | ---------------- | ------------------------------- | --------- |
| 1  | Андроново        | деревня                         | 0         |
| 2  | Горки            | посёлок                         | 144       |
| 3  | Гришкино         | деревня                         | ↘3        |
| 4  | Дедеруй          | деревня                         | 8         |
| 5  | Демидово         | деревня                         | 21        |
| 6  | Денино           | деревня                         | 34        |
| 7  | Зинково          | деревня                         | 14        |
| 8  | Киршино          | деревня                         | 9         |
| 9  | Краснобай        | деревня                         | 14        |
| 10 | Лёвичи           | деревня, административный центр | 216       |
| 11 | Лочь-Сай         | посёлок                         | 100       |
| 12 | Лямпино          | деревня                         | 29        |
| 13 | Новожилово       | деревня                         | ↘5        |
| 14 | Селище           | деревня                         | 0         |
| 15 | Чураки           | село                            | 160       |
| 16 | Шалам            | деревня                         | 0         |